# Rodney Brooks
Rodney Brooks (Adelaide, 30 dicembre 1950) è un matematico, informatico e ricercatore australiano.
Studioso di robotica, è noto soprattutto per i suoi contributi nello studio dell'intelligenza artificiale ed è stato direttore del laboratorio di informatica e intelligenza artificiale del Massachusetts Institute of Technology (MIT) fino al 2007.
Per ciò che concerne l'intelligenza artificiale, Brooks si oppone all'idea di implementare una complessa rappresentazione del mondo esterno che faccia agire un robot secondo lo schema senti-pianifica-agisci, sostenendo che "il mondo è la sua migliore rappresentazione". Questo modello può essere definito "comportamentale" e un robot che implementi un'intelligenza artificiale secondo i canoni di Brooks può avere un comportamento assimilabile a forme di vita relativamente semplici, come gli insetti.
Nel suo articolo del 1990, "Elephants Don't Play Chess",[1]
 Brooks ha sostenuto che i robot dovrebbero avere l'abilità di condividere un ambiente con gli esseri umani, incluse le abilità cognitive ed astrattive di rappresentazione di simboli